# Roger Apéry
Roger Apéry   (Rouen, 14 de novembre de 1916 - Caen, 18 de desembre de 1994) va ser un matemàtic francès.

## Vida i Obra
El seu pare era un grec, nascut a Constantinoble que va arribar a França el 1903 per estudiar enginyeria. Durant la Primera Guerra Mundial es va allistar voluntari a l'exèrcit francès per aconseguir la ciutadania, va participar en la campanya dels Dardanels (1915) i va retornar a França, malalt de tifus, però condecorat. De nen va viure a Lilla fins que la família es va traslladar el 1926 a París, on va cursar els estudis secundaris als liceus Ledru-Rollin i Louis-le-Grand, obtenint excel·lents resultats en els Concours général dels anys 1932 i 1933. El 1936 ingressa a l'École Normale Supérieure en la qual es va graduar el 1939, empatant en la primera plaça amb Jacqueline Ferrand, examinats tots dos per Jean Dieudonné.
En esclatar la Segona Guerra Mundial va ser mobilitzat i el juny de 1940 va ser capturat a Nancy i fet presoner de guerra. Va ser alliberat el juny de 1941 amb una pleuritis, de la qual no es va recuperar fins a finals d'any. Els anys següents va sobreviure amb una assignació de recerca del CNRS i un lloc d'assistent a la Sorbona. El 1947 va obtenir el doctorat i es va convertir en professor a la universitat de Rennes. El 1949 va ser nomenat professor de la universitat de Caen que ja no va deixar la resta de la seva vida. El 1977 li van diagnosticar una malaltia de Parkinson que el va anar deteriorant progressivament. El 1986 es va retirar i va morir el 1994 a Caen.
Apéry, al contrari que la majoria dels seus companys estudiants de matemàtiques a l'ENS, va ser un anti-bourbaki en permanent revolta contra les matemàtiques estructurals i el mètode axiomàtic. Tot i així, va mantenir l'amistat amb Jean Dieudonné, qui el va arribar a convidar a fer una conferència a l'ENS el 1976, en plena época de bourbakisme triomfant.
Apéry és recordat per haver demostrat el 1978 (quan tenia seixanta-dos anys) que {\displaystyle \zeta (3)} és un nombre irracional. {\displaystyle \zeta (3)} és el valor de la funció zeta de Riemann {\displaystyle \left(\zeta (s)=\sum _{n=1}^{\infty }{\frac {1}{n^{s}}}\right)} quan la variable independent és {\displaystyle s=3} i avui rep el nom de constant d'Apéry. Tot i que la seva demostració va aixecar les suspicàcies dels assistents, en part per la seva forma de presentar-la, tothom va acabar acceptant que la demostració era correcta. Per això, en la seva làpida al columbari del cementiri del Père-Lachaise de París, va fer gravar aquesta inscripció:
{\displaystyle 1+{\frac {1}{8}}+{\frac {1}{27}}+{\frac {1}{64}}+...\neq {\frac {p}{q}}}